# Stazione di Populonia
Stazione di Populonia vasútállomás Olaszországban, Piombino településen.

## Vasútvonalak
Az állomást az alábbi vasútvonalak érintik:
- Campiglia Marittima-Piombino-vasútvonal

## Kapcsolódó állomások
A vasútállomáshoz az alábbi állomások vannak a legközelebb:
- Stazione di Campiglia Marittima
- Stazione di Fiorentina di Piombino